# پینچ‌فیس
پینچ‌فیس ( انگلیسی: Pinchface) طبل‌زن ارمنی‌تبار اهل ایالات متحده آمریکا است که در سبک‌های راک تجربی، موسیقی هوی متال، بین سال‌های ۱۹۹۱ تا ۲۰۱۱ میلادی فعالیت می‌کرد.

## زندگی‌نامه
وی با نام اصلی میکائیل اندرو هاکوبیان (انگلیسی: Michael Andrew Hakopian)  به دنیا آمد 